# Marc Seberg
Marc Seberg è un gruppo musicale francese formato all'inizio degli anni ottanta. Sono tra gli altri conosciuti perché Philippe Pascal e Anzia facevano parte avanti della band Marquis de Sade divenuta mitica alla fine degli anni settanta in Francia.

## Formazione
- Anzia - chitarre
- Pierre Corneau - basso
- Pascale Le Berre - tastiere (dopo il primo album)
- Philippe Pascal - voce
- Pierre Thomas - batteria

## Discografia
- Marc Seberg 83 (1983)
- Le Chant des Terres (1985)
- Lumières & trahisons (1987)
- Le Bout des Nerfs (1990)